# Гуракучи, Луидь
Луидь Гуракучи (алб. Luigj Gurakuqi, 19 февраля 1879 года, Шкодер — 2 марта 1925 года, Бари, Италия) — албанский писатель, поэт, лингвист, деятель национального освобождения и политик. Кодификатор албанской поэзии. Народный Герой.

## Биография
Луидь Гуракучи родился 19 февраля 1879 года в Шкодере в семье албанского торговца. Закончил иезуитский колледж в Шкодере. В 1897 году уехал в Италию для получения образования. В Италии обучался в итало-албанском колледже «Collegio di Sant’Adriano», где познакомился с деятелями албанского национально-культурного возрождения, среди которых был албанский писатель Иероним Де Рада. В 1906 году закончил медицинский факультете в Неаполе. Будучи в Неаполе, Луидь Гуракучи написал свои первые стихотворения, сочинения, посвящённые албанскому языку и опубликовал французско-албанский словарь. Свои сочинения публиковал в журналах «Albania», «Drita», «Kalendari-kombëtar», «Liria e Shqipërisë» и «La Nazione Albanese» под псевдонимами Jakin Shkodra и Lekë Gruda.
В 1907 году сотрудничал с Байо Топуллим в организации антитурецкого восстания на севере Албании. В ноябре 1908 года вместе с поэтом Гергь Фиштой принял участие от имени движения «Bashkimi» (Единство) в конгрессе в Битоле, на котором рассматривались вопросы унификации албанского алфавита. В сентябре 1909 года участвовал в съезде в Эльбасане, который рассматривал вопросы албанского народного образования. 1 декабря 1909 года был организован первый албанский педагогический институт и Луидь Гуракучи стал его первым директором.
С 1911 года путешествовал по Италии, Румынии и Османской империи, где продвигал идеи антиосманского восстания. В 1912 году Луидь Гуракучи вместе с лидером албанского национально-освободительного движения Исмаилом Кемали прибыл из Триеста в Албанию, где 28 ноября 1912 года подписал Декларацию независимости Албании. В правительстве Исмаила Кемали занимал пост министра образования. В качестве доверенного лица Исмаила Кемали занимался переговорами с северными албанскими кланами, чтобы те поддерживали новое правительство.
Во время Первой мировой войны Луидь Гуракучи участвовал в работе организации «Lidhja Kombetare» (Народная Лига). В 1918 году новое албанское правительство стало ориентироваться на Италию. В этом правительстве Луидь Гуракучи получил портфель министра образования. С 1921 по 1924 года был депутатом албанского парламента, в котором тесно сотрудничал с Фаном Ноли и был одним из организаторов переворота 1924 года.
После падения правительства Фана Ноли в результате вооружённого переворота, организованного Ахметом Зогу, Луидь Гуракучи бежал в Италию, где был убит 12 марта 1925 года в кафе в городе Бари.

## Сочинения
Написал сочинение «Стихосложение на албанском языке», которое стало манифестом силлабо-тонической метрики в албанской поэзии.
- «Fjalor shqyp-frengjisht» (Албанско-французский словарь), издан в Неаполе в 1906 году;
- «Abetar i vogël shqyp mas abevet t’Bashkimit e t’Stambollit me tregime n’dy dhialektet»;
- посмертное издание поэтического сборника «Vjersha» под псевдонимом Gjon Kamsi (1940).

## Награды
- Звания «Герой Албании» и «Mësues i Popullit» (Учитель народа).

## Память
- 29 мая 1991 года именем Луидь Гуракучи был назван новый университет в Шкодере.
- В Шкодере установлен памятник, посвящённый Луидь Гуракучи.